# Caeleb Dressel
Caeleb Remel Dressel (Green Cove Springs, 16 de agosto de 1996) es un deportista estadounidense que compite en natación, especialista en los estilos libre y mariposa. Ha sido ocho veces campeón y veintiún veces campeón mundial.
Participó en tres Juegos Olímpicos de Verano, obteniendo en total diez medallas: dos de oro en Río de Janeiro 2016, en la pruebas de 4 × 100 m libre y 4 × 100 m estilos, cinco de oro en Tokio 2020, 50 m libre, 100 m libre, 100 m mariposa, 4 × 100 m libre y 4 × 100 m estilos, y tres en París 2024, dos de oro en 4 × 100 m libre y 4 × 100 m estilos mixto y una de plata en 4 × 100 m estilos.
Ganó diecisiete medallas en el Campeonato Mundial de Natación entre los años 2017 y 2022, nueve medallas en el Campeonato Mundial de Natación en Piscina Corta de 2018 y cinco medallas en el Campeonato Pan-Pacífico de Natación de 2018.
Posee el récord mundial en piscina larga de los 100 m mariposa (49,45, desde 2021). Asimismo, fue parte de los relevos que establecieron nuevas plusmarcas mundiales en los 4 × 100 m estilos (3:19,40, desde 2019) y los 4 × 100 m estilos mixto (3:26,78, desde 2021).
En 2020 ganó la Liga Internacional de Natación con los Cali Condors y fue elegido MVP de la competición.
En 2018 fue nominado al Premio Laureus al Deportista Revelación del Año y en 2022 al de Mejor Deportista Masculino Internacional del Año.
Estudió el grado de Recursos y Conservación en la Universidad de Florida.

## Palmarés internacional
| Juegos Olímpicos                    | Juegos Olímpicos        | Juegos Olímpicos  | Juegos Olímpicos        |
| Año                                 | Lugar                   | Medalla           | Prueba                  |
| ----------------------------------- | ----------------------- | ----------------- | ----------------------- |
| 2016                                | Río de Janeiro (Brasil) | Medalla de oro    | 4 × 100 m libre         |
| 2016                                | Río de Janeiro (Brasil) | Medalla de oro    | 4 × 100 m estilos       |
| 2020                                | Tokio (Japón)           | Medalla de oro    | 50 m libre              |
| 2020                                | Tokio (Japón)           | Medalla de oro    | 100 m libre             |
| 2020                                | Tokio (Japón)           | Medalla de oro    | 100 m mariposa          |
| 2020                                | Tokio (Japón)           | Medalla de oro    | 4 × 100 m libre         |
| 2020                                | Tokio (Japón)           | Medalla de oro    | 4 × 100 m estilos       |
| 2024                                | París (Francia)         | Medalla de oro    | 4 × 100 m libre         |
| 2024                                | París (Francia)         | Medalla de oro    | 4 × 100 m estilos mixto |
| 2024                                | París (Francia)         | Medalla de plata  | 4 × 100 m estilos       |
| Campeonato Mundial                  |                         |                   |                         |
| Año                                 | Lugar                   | Medalla           | Prueba                  |
| 2017                                | Budapest (Hungría)      | Medalla de oro    | 50 m libre              |
| 2017                                | Budapest (Hungría)      | Medalla de oro    | 100 m libre             |
| 2017                                | Budapest (Hungría)      | Medalla de oro    | 50 m mariposa           |
| 2017                                | Budapest (Hungría)      | Medalla de oro    | 100 m mariposa          |
| 2017                                | Budapest (Hungría)      | Medalla de oro    | 4 × 100 m libre         |
| 2017                                | Budapest (Hungría)      | Medalla de plata  | 4 × 100 m estilos       |
| 2017                                | Budapest (Hungría)      | Medalla de oro    | 4 × 100 m libre mixto   |
| 2017                                | Budapest (Hungría)      | Medalla de plata  | 4 × 100 m estilos mixto |
| 2019                                | Gwangju (Corea del Sur) | Medalla de oro    | 50 m libre              |
| 2019                                | Gwangju (Corea del Sur) | Medalla de oro    | 100 m libre             |
| 2019                                | Gwangju (Corea del Sur) | Medalla de oro    | 50 m mariposa           |
| 2019                                | Gwangju (Corea del Sur) | Medalla de oro    | 100 m mariposa          |
| 2019                                | Gwangju (Corea del Sur) | Medalla de oro    | 4 × 100 m libre         |
| 2019                                | Gwangju (Corea del Sur) | Medalla de oro    | 4 × 100 m estilos       |
| 2019                                | Gwangju (Corea del Sur) | Medalla de oro    | 4 × 100 m libre mixto   |
| 2019                                | Gwangju (Corea del Sur) | Medalla de plata  | 4 × 100 m estilos mixto |
| 2022                                | Budapest (Hungría)      | Medalla de oro    | 50 m mariposa           |
| 2022                                | Budapest (Hungría)      | Medalla de oro    | 4 × 100 m libre         |
| Campeonato Mundial en Piscina Corta |                         |                   |                         |
| Año                                 | Lugar                   | Medalla           | Prueba                  |
| 2018                                | Hangzhou (China)        | Medalla de oro    | 100 m libre             |
| 2018                                | Hangzhou (China)        | Medalla de oro    | 4 × 50 m libre          |
| 2018                                | Hangzhou (China)        | Medalla de oro    | 4 × 100 m libre         |
| 2018                                | Hangzhou (China)        | Medalla de oro    | 4 × 100 m estilos       |
| 2018                                | Hangzhou (China)        | Medalla de oro    | 4 × 50 m libre mixto    |
| 2018                                | Hangzhou (China)        | Medalla de oro    | 4 × 50 m estilos mixto  |
| 2018                                | Hangzhou (China)        | Medalla de plata  | 50 m libre              |
| 2018                                | Hangzhou (China)        | Medalla de plata  | 100 m mariposa          |
| 2018                                | Hangzhou (China)        | Medalla de plata  | 4 × 50 m estilos        |
| Campeonato Pan-Pacífico             |                         |                   |                         |
| Año                                 | Lugar                   | Medalla           | Prueba                  |
| 2018                                | Tokio (Japón)           | Medalla de oro    | 100 m mariposa          |
| 2018                                | Tokio (Japón)           | Medalla de oro    | 4 × 100 m estilos       |
| 2018                                | Tokio (Japón)           | Medalla de plata  | 50 m libre              |
| 2018                                | Tokio (Japón)           | Medalla de plata  | 100 m libre             |
| 2018                                | Tokio (Japón)           | Medalla de bronce | 4 × 100 m estilos mixto |